# Peuplingues
Peuplingues ist eine französische Gemeinde mit 789 Einwohnern (Stand: 1. Januar 2022) im Département Pas-de-Calais in der Region Hauts-de-France (vor 2016: Nord-Pas-de-Calais). Sie gehört zum Arrondissement Calais, zum Kanton Calais-1 (bis 2015: Kanton Calais-Nord-Ouest) und zum Gemeindeverband Grand Calais Terres et Mers. Die Einwohner werden Peuplinguois genannt.

## Geographie
Peuplingues liegt etwa sieben Kilometer südwestlich von Calais. Die Gemeinde ist als Zugangsort mit dem Regionalen Naturpark Caps et Marais d’Opale assoziiert.
Umgeben wird Peuplingues von den Nachbargemeinden Sangatte im Norden, Coquelles im Osten und Nordosten, Fréthun im Osten, Bonningues-lès-Calais im Süden sowie Escalles im Westen.
Im Gemeindegebiet befindet sich das Portal des Eurotunnels auf französischer Seite.

## Bevölkerungsentwicklung
| Jahr                      | 1962 | 1968 | 1975 | 1982 | 1990 | 1999 | 2006 | 2013 |
| Einwohner                 | 462  | 449  | 409  | 480  | 537  | 586  | 611  | 781  |
| Quelle: Cassini und INSEE |      |      |      |      |      |      |      |      |

## Sehenswürdigkeiten
- Kirche Notre-Dame-de-la-Nativité aus dem 17. Jahrhundert

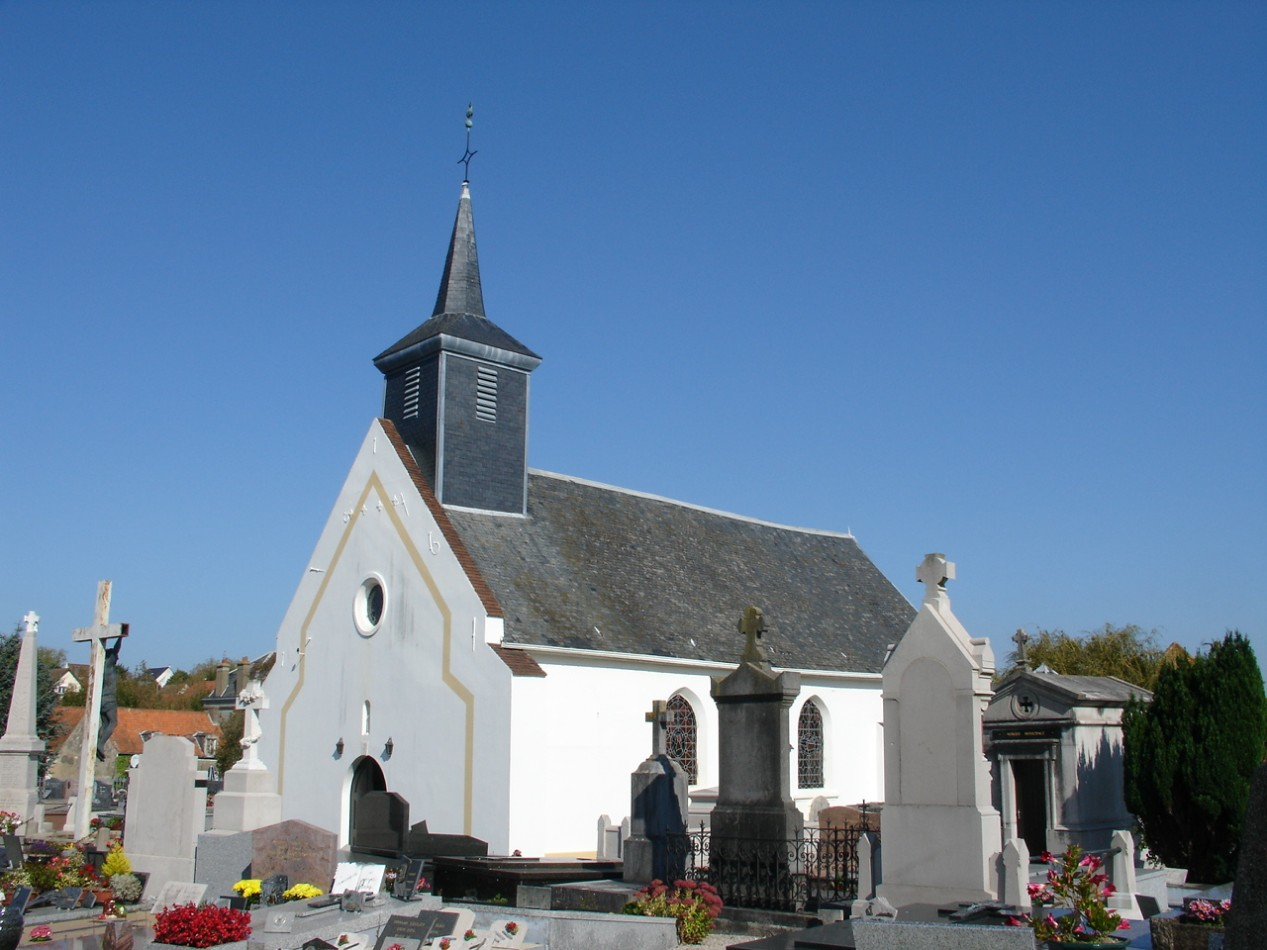
Kirche Notre-Dame-de-la-Nativité